# Academia de Ciencias de Cuba
La Academia de Ciencias de Cuba es una institución oficial de la República de Cuba, que tiene un carácter independiente y consultivo en materia científica y ambiental, su sede se encuentra, en La Habana, capital del país. Hasta 2009 contaba con 253 miembros plenos.

## Historia
La primera academia fundada en Cuba se creó el 19 de mayo de 1861, reinando Isabel II y siendo Domingo Dulce Capitán General de la isla, con el nombre de Real Academia de Ciencias Médicas, Físicas y Naturales de La Habana. Al pasar Cuba a manos estadounidenses en 1899, la academia pierde el calificativo de Real. El 19 de marzo de 1923, durante un acto de homenaje a la activista feminista uruguaya Paulina Luisi, tuvo lugar la llamada Protesta de los Trece, en la que un grupo de trece jóvenes intelectuales protestaron por la corrupción del gobierno del Presidente Alfredo de Zayas. En 1959 triunfa la Revolución cubana, y se crea en 1962 la Comisión Nacional para la Academia de Ciencias de Cuba, con lo que adquiere un carácter nacional, puesto que con anterioridad la mayor parte de su trabajo se desarrollaba solamente en la capital. 
En 1976 al proclamarse la Constitución Socialista, la academia quedó establecida como un organismo administrativo con carácter de Instituto Nacional, en 1980 adquiere carácter ministerial. En 1994 debido al proceso de reorganización ministerial dado en Cuba producto de la crisis de 1990, la institución pasa a formar parte del Ministerio de Ciencia, Tecnología y Medio Ambiente. En 1996 se establece una diferenciación especial para la academia dándole un sistema selectivo para escoger a los mejores científicos de la isla.

## Objetivos actuales
La academia tiene varios objetivos primordiales dentro del desarrollo económico de la nación, como son: contribuir con la divulgación científica nacional e internacionalmente, valorizar la investigación científica y ayudar a la protección del medio ambiente. 